# Konstantyn (województwo lubelskie)
Konstantyn – wieś w Polsce położona w województwie lubelskim, w powiecie włodawskim, w gminie Hanna.
W latach 1975–1998 miejscowość administracyjnie należała do województwa bialskopodlaskiego.
Wieś jest sołectwem w gminie Hanna. Według Narodowego Spisu Powszechnego z roku 2011 wieś liczyła 68 mieszkańców.
Wierni Kościoła rzymskokatolickiego należą do parafii MB Bolesnej w Lacku.